# Episodi di Bonanza (quattordicesima stagione)
La quattordicesima stagione della serie televisiva Bonanza è andata in onda negli Stati Uniti dal 12 settembre 1972 al 16 gennaio 1973 sulla NBC.
| nº | Titolo originale               | Prima TV USA      | Titolo italiano | Prima TV Italia |
| -- | ------------------------------ | ----------------- | --------------- | --------------- |
| 1  | Forever (1)                    | 12 settembre 1972 |                 |                 |
| 2  | Forever (2)                    | 12 settembre 1972 |                 |                 |
| 3  | Heritage of Anger              | 19 settembre 1972 |                 |                 |
| 4  | The Initiation                 | 26 settembre 1972 |                 |                 |
| 5  | Riot                           | 3 ottobre 1972    |                 |                 |
| 6  | New Man                        | 10 ottobre 1972   |                 |                 |
| 7  | Ambush at Rio Lobo             | 24 ottobre 1972   |                 |                 |
| 8  | The Twenty-Sixth Grave         | 31 ottobre 1972   |                 |                 |
| 9  | Stallion                       | 14 novembre 1972  |                 |                 |
| 10 | The Hidden Enemy               | 28 novembre 1972  |                 |                 |
| 11 | The Sound of Sadness           | 5 dicembre 1972   |                 |                 |
| 12 | The Bucket Dog                 | 19 dicembre 1972  |                 |                 |
| 13 | First Love                     | 26 dicembre 1972  |                 |                 |
| 14 | The Witness                    | 2 gennaio 1973    |                 |                 |
| 15 | The Marriage of Theodora Duffy | 9 gennaio 1973    |                 |                 |
| 16 | The Hunter                     | 16 gennaio 1973   |                 |                 |

## Forever (1)
- Prima televisiva: 12 settembre 1972
- Diretto da: Michael Landon
- Scritto da: Michael Landon

### Trama
- Guest star: Jay D. Jones (Carver), Helen Kleeb (Miss Grayson), Lee De Broux (Krater), Joan Lemmo (Gloria), Ivan Bonar (ministro del culto), Roy Jenson (Mr. Hanley), James Jeter (bottegaio), John J. Fox (Jack), William Challee (Jake), Robert Doyle (Sloan), Don Haggerty (barista), Luana Anders (Julie), Andrew J. Robinson (John Harper), Bonnie Bedelia (Alice Harper)

## Forever (2)
- Prima televisiva: 12 settembre 1972
- Diretto da: Michael Landon
- Scritto da: Michael Landon

### Trama
- Guest star: Lee De Broux (Krater), Andrew J. Robinson (John Harper), Toby Anderson (impiegato dell'hotel), Bonnie Bedelia (Alice Harper), Ivan Bonar (ministro del culto), Roy Jenson (Mr. Hanley), James Jeter (bottegaio), John J. Fox (Jack), William Challee (Jake), Robert Doyle (Sloan), Helen Kleeb (bottegaia), Don Haggerty (barista), Luana Anders (Julie), Larry Golden (Damien)

## Heritage of Anger
- Prima televisiva: 19 settembre 1972
- Diretto da: Nicholas Webster
- Scritto da: Don Ingalls

### Trama
- Guest star: Fionnula Flanagan (Elizabeth Dundee), Warren J. Kemmerling (sceriffo Garth), Ed Long (Anders), Robert Lansing (John Dundee), Len Lesser (Fancher), Henry Oliver (addetto al telegrafo), Roydon Clark (Bartlett), Harry Harvey (Sangster)

## The Initiation
- Prima televisiva: 26 settembre 1972
- Diretto da: Alf Kjellin
- Scritto da: Douglas Day Stewart

### Trama
- Guest star: Alfred Barker Jr. (Billy Newton), Nicolas Beauvy (Ron Lewis), Phyllis Love (Miss Griggs), Ed Bakey (Lummis), Ivan Bonar (predicatore), Ron Howard (Ted Hoag), Pitt Herbert (Mr. Cropin), William Bramley (Lumis), William Challee (stalliere), Sean Kelly (Josh Adams), Harry Basch (pubblico ministero), James Van Patten (Corky Sibley), Sam Jarvis (ufficiale pubblico), John Zaremba (giudice), Biff Elliot (Harley Lewis), James Chandler (George Adams), Jeff Smart (Sonny Mueller)

## Riot
- Prima televisiva: 3 ottobre 1972
- Diretto da: Lewis Allen
- Scritto da: Robert Pirosh

### Trama
- Guest star: William Paterson (Mr. Vannerman), Charles Wagenheim (Donovan), Marco St. John (Johnny Plank), Morton Lewis (Idaho), Gregory Walcott (Will Cooper), William Bryant (governatore), Tim Matheson (Griff King), Barney Phillips (Asa Calhoun), Biff Manard (Scoggins), Bob Delegall (Willie Noon), Boyd 'Red' Morgan (Kelly), Denver Pyle (Warden), Nolan Leary (vecchio Charlie), Noble Willingham (Mr. Kirby), Aldo Ray (Heiser)

## New Man
- Prima televisiva: 10 ottobre 1972
- Diretto da: Leo Penn
- Scritto da: Jack B. Sowards

### Trama
- Guest star: Bill Clark (uomo), Chuck Hayward (guardia), Jac Flanders (commesso), Jeff Morris (Tulsa), Charles Dierkop (Shorty), Ronny Cox (Lucas), Carol Vogel (Amy)

## Ambush at Rio Lobo
- Prima televisiva: 24 ottobre 1972
- Diretto da: Nicholas Colasanto
- Scritto da: Joel Murcott

### Trama
- Guest star: Albert Salmi (Stretch), Murray MacLeod (Zachariah), Douglas Dirkson (Gabe), Sian Barbara Allen (Teresa Burnside), James Olson (Vance Burnside)

## The Twenty-Sixth Grave
- Prima televisiva: 31 ottobre 1972
- Diretto da: Nicholas Colasanto
- Scritto da: Stanley Roberts

### Trama
- Guest star: Stacy Keach, Sr. (Prentiss), Arthur Peterson (Martin), Staats Cotsworth (giudice Hale), Victor Izay (caposquadra), Wayne Heffley (Bert), Walter Burke (Campbell), Richard Bull (Mr. Goodman), Dana Elcar (Mr. Merrick), Harlan Warde (Solicitor George Osgood), Sean Kelly (Petey), Britt Leach (impiegato postale), Owen Bush (Station Agent), Curt Conway (Caldwell), Ken Howard (Samuel Clemens/Mark Twain), Philip Kenneally (McNabb)

## Stallion
- Prima televisiva: 14 novembre 1972
- Diretto da: E. W. Swackhamer
- Scritto da: Jack B. Sowards

### Trama
- Guest star: Michael Greene (Travis), Clu Gulager (Billy Brenner), Mitzi Hoag (Alice Brenner), Wallace Chadwell (dottore), Roy Lee Brown (Seth)

## The Hidden Enemy
- Prima televisiva: 28 novembre 1972
- Diretto da: Alf Kjellin
- Scritto da: Stanley Roberts

### Trama
- Guest star: Mons Kjellin (Chris Agar), Ayn Ruymen (infermiera Evie Parker), Jason Wingreen (Graham), Harry Holcombe (dottor Martin), David Huddleston (Myles Johnson), Mel Gallagher (Smitty), Russell Thorson (giudice Phelps), Melissa Murphy (Nancy Agar), Gary Busey (Henry Johnson), Mike Farrell (dottor Will Agar), Clifford David (Mr. Evans)

## The Sound of Sadness
- Prima televisiva: 5 dicembre 1972
- Diretto da: Michael Landon
- Scritto da: Michael Landon

### Trama
- Guest star: Marty McCall (Tim), Timothy Marshall (Robbie), Irene Tedrow (Mrs. Caines), Harry Holcombe (dottor Martin), Penelope Gillette (Mrs. Farmer), Dan Ferrone (Mr. Holcombe), John Randolph (Mr. Dawson), Jack Albertson (Jonathon May), Carol Lawson (Mrs. Holcombe), Carol Locatell (Mrs. Holcombe)

## The Bucket Dog
- Prima televisiva: 19 dicembre 1972
- Diretto da: William F. Claxton
- Scritto da: John Hawkins

### Trama
- Guest star: Don Knight (Tim Riley), Ivan Bonar (Minister), William Sylvester (Horace Kingston), Carl Pitti (George Spencer), John Zaremba (giudice Wilcox)

## First Love
- Prima televisiva: 26 dicembre 1972
- Diretto da: Leo Penn
- Scritto da: Richard Collins

### Trama
- Guest star: Jordan Rhodes (Dan Edwards), Dennis Robertson (Harve), Michael F. Blake (Lew), Pamela Franklin (Kelly Edwards), Lisa Eilbacher (Eloise), Steve Benedict (Henry), David Doremus (Gene), Eileen Ryan (Emily), Brenda Smith (Mary)

## The Witness
- Prima televisiva: 2 gennaio 1973
- Diretto da: Lewis Allen
- Scritto da: Arthur Heinemann, Joel Murcott

### Trama
- Guest star: Sally Kemp (Kate Fallon/Kathryn Gardner), Larry Finley (Sam), William Wintersole (Frank Schulte), Sam Jarvis (Buford), Ross Elliott (Harvey Walters), Mark Allen (Barnes), Stephen Nathan (Oscar Hammer), Shirley O'Hara (Ella Peterson), Byron Mabe (Louis Gardner), David McLean (sceriffo Touhy), Dick Ryal (Will Reilly)

## The Marriage of Theodora Duffy
- Prima televisiva: 9 gennaio 1973
- Diretto da: William F. Claxton
- Scritto da: Ward Hawkins

### Trama
- Guest star: Robert Yuro (Dody Henderickson), Rayford Barnes (Shaw), Karen Carlson (Theodora Duffy), Jerry Gatlin (Barnes), Richard Eastham (Stanton), Willard Sage (Marshal Taylor), Ramon Bieri (Jonas Holt)

## The Hunter
- Prima televisiva: 16 gennaio 1973
- Diretto da: Michael Landon
- Scritto da: Michael Landon

### Trama
- Guest star: Peter O'Crotty (vecchio), Hal Burton (uomo), Grizzly Green (Harve), Phillip Avenetti (messicano), Tom Skerritt (caporale Bill Tanner)